# Asociatia Handbal Club Potaissa Turda
Asociatia Handbal Club Potaissa Turda (deutsch: „Handballverein Potaissa Turda“), kurz: A. H. C. Potaissa Turda, ist der Name eines Handballvereins aus Turda in Rumänien.

## Geschichte
Der Verein Asociatia Handbal Club Potaissa Turda (der Name Potaissa war der von den Dakern verwendete Name der Siedlung Turda) wurde im Jahr 2000 von Puiu Vălean gegründet. Im Jahr 2003 übernahm Flaviu Sâsâeac den Verein als Präsident. Bis zum Jahr 2006 spielte man Handball auf einem asphaltierten Feld des Gymnasiums „Liviu Rebreanu“. Nachdem der rumänische Handballverband Spiele auf Asphalt untersagte, zog der Verein nach Cluj-Napoca um. Im Jahr 2009 wurde durch privates Engagement und mit Hilfe der Stadt Turda die Rückkehr des Vereins nach Turda ermöglicht, man spielte nun in der Turnhalle „George Barițiu“-Schule.
Im Jahr 2011 stiegen die Männer der Verein in die Liga Națională, die erste rumänische Liga auf.
International trat der Verein seit 2014 im EHF Challenge Cup und im EHF Cup bzw. der EHF European League an. In der Spielzeit 2017/2018 gewann man den EHF Challenge Cup, in der vorherigen Spielzeit verlor man das Finale.